# Dos monjitas
Dos monjitas, cuyo título original es Le monachine, es una película italiana dirigida en 1965 por Luciano Salce.

## Sinopsis
En esta dulce comedia, unas monjas italianas idean un sencillo plan, para poner fin al alboroto que produce una de las principales líneas aéreas. Ellas están molestas por qué el ruido de los aviones produce una vibración, que amenaza con derrumbar un antiguo fresco muy venerado. Esto interfiere también en la tranquilidad de sus vidas de clausura. Más adelante la madre superiora y dos de sus subordinadas, hacen un viaje a Roma y tienen una charla con el propietario de la compañía aérea.